# إس. كورينا بيل
إس. كورينا بيل (و. 1912 – 1979 م) هي كاتِبة، وشاعرة سويسرية، ولدت في لوزان، توفيت في ساير، عن عمر يناهز 67 عاماً.

## التعليم
تعلمت في المعهد الفدرالي السويسري للتكنولوجيا في زيورخ
.

## جوائز
حصلت على جوائز منها:

Prix Goncourt de la nouvelle ‏ (1975)